# Pavel Janáček
Pavel Janáček (Praga, 16 gennaio 1968) è uno storico della letteratura e critico letterario ceco.
È specializzato in letteratura popolare e cultura letteraria del XIX e in particolare del XX secolo. Negli ultimi tempi si è occupato di storia della censura.

## Biografia
Per ragioni politiche non gli era permesso studiare presso l'Università Carolina, perciò si è laureato all'Università di economia di Praga. Tra il 1990-1995 ha lavorato nella sezione culturale del quotidiano Lidové noviny, mentre durante gli anni 1995-1995 come direttore della rivista Tvar. Dal 1995 lavora presso l'Istituto di letteratura ceca dell'Accademia delle scienze della Repubblica Ceca: prima nel Dipartimento di letteratura contemporanea, poi nel Dipartimento di cultura letteraria. Dal 2010 lavora come direttore dell'Istituto. Negli anni 2003-2010 ha insegnato presso l'Istituto di letteratura ceca e comparata della Facoltà di lettere dell‘Università Carolina. Per la stazione radio Vltava della Radio Ceca conduce regolarmente il programma Una parola sulla letteratura, in cui discute con i suoi ospiti la letteratura contemporanea ceca.